# Effetto rope trick
Rope trick è l'espressione utilizzata dal fisico John Malik per indicare le curiose punte che sembrano essere emanate dalla palla di fuoco che si produce in alcune esplosioni nucleari pochi istanti dopo la detonazione. L'espressione, che in inglese è traducibile "trucco della corda", si rifà al trucco della corda indiana, nella cui prima parte un fachiro prende una corda e, tenendone in mano un'estremità, la lancia per aria, facendola rimanere rigida e sospesa nel vuoto.

## Descrizione
Durante i primi test nucleari effettuati alla fine degli anni 1940 e all'inizio degli anni 1950, si notò che, nelle immagini ad alta velocità scattate nei primi istanti successivi alla detonazione di un ordigno nucleare, dalla palla di fuoco si proiettavano verso il basso alcune strane punte, non solo, la superficie della palla di fuoco appariva screziata e non di colore pressoché uniforme come ci si sarebbe atteso.
Concentrandosi meglio su questi fenomeni durante alcuni test nucleari che avevano, tra i vari scopi, anche la comprensione della loro natura (ne è un esempio il test Dog condotto durante l'operazione Tumbler-Snapper), gli scienziati statunitensi arrivarono quindi a capirne i motivi.
Nei primi istanti seguenti alla detonazione di un ordigno nucleare, la superficie della palla di fuoco che si forma ha una temperatura di oltre 20000 K ed emette un'enorme quantità di radiazioni elettromagnetiche, ivi comprese quelle ricadenti nello spettro visibile. Ne consegue che qualunque cosa attorno all'area dello scoppio, assorbendo tale radiazione, si riscalda. Le punte che furono osservate protendersi verso il basso a partire dalla palla di fuoco, e che costituiscono i "rope tricks", si scoprì non essere dovute ad altro che al riscaldamento, alla rapida vaporizzazione e quindi all'espansione dei tiranti che si estendono dalla cima delle torri dove in alcuni casi venivano fatte detonare le bombe, fino a terra. Malik confermò la sua iniziale intuizione osservando che le punte erano più accentuate nei casi in cui i tiranti erano dipinti di nero, mentre, se questi venivano dipinti con una vernice riflettente o ricoperti con fogli di alluminio, le punte erano molto meno estese o addirittura del tutto assenti, e confermò quindi che erano il riscaldamento e la vaporizzazione indotti dalla radiazione luminosa visibile a causare tali effetti. Ciò spiegò anche il perché durante i test effettuati in caduta libera da velivoli o a livello del suolo, ossia in condizioni in cui i tiranti non erano presenti, le punte non venivano osservate.
La causa della screziatura superficiale è invece più complessa. Nei primi microsecondi seguenti all'esplosione, la grande quantità di raggi X termici rilasciati dal processo esplosivo crea una palla di fuoco attorno alla bomba. Al livello di bassa atmosfera, tale radiazione X non può percorrere molta strada prima di reagire con le molecole dell'aria e si forma quindi una palla di fuoco che cresce rapidamente fino a circa 10 metri di diametro per poi però smettere di espandersi, una cosiddetta palla di fuoco "radiativamente spinta".

All'interno della palla di fuoco radiativa anche la bomba stessa si espande rapidamente a causa del calore generato dalle reazioni nucleari, muovendosi verso l'esterno a velocità supersoniche e creando un'onda d'urto idrodinamica il cui fronte, dopo un breve periodo, raggiunge la superficie della palla di fuoco radiativa, oltrepassandola. L'onda d'urto contiene così tanta energia che il calore di compressione che trasferisce all'aria circostante fa sì che essa inizi ad emettere luce per incandescenza. 

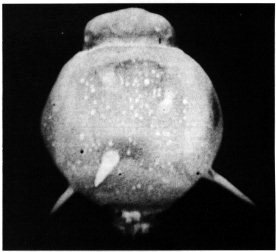
L'effetto "rope trick" visibile nel caso del test Lea dell'operazione Hardtack II

Nell'istante dell'esplosione catturato dalla fotografia del test Lea (operazione Hardtack II) qui riportata, ad esempio, il fronte dell'onda d'urto aveva oltrepassato la palla di fuoco radiativa ed era già due volte più esteso di essa.

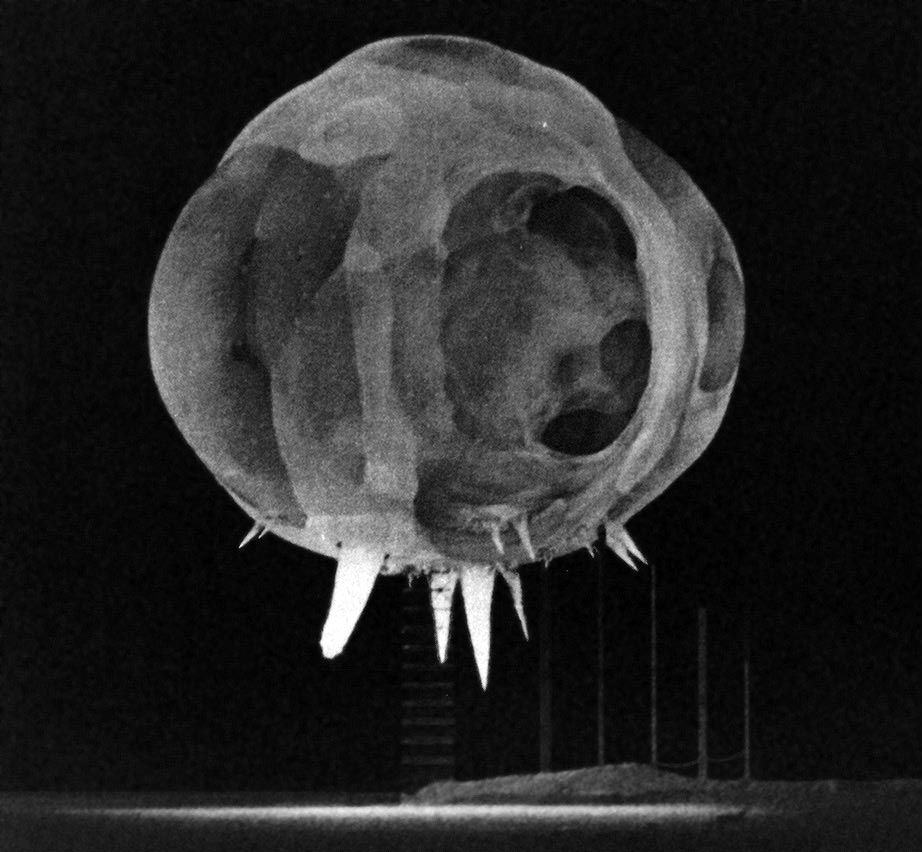
Un'esplosione nucleare fotografata pochi millisecondi dopo la detonazione. Nella fotografia del test, svolto nell'ambito dell'operazione Tumbler-Snapper, condotta nel Nevada nel 1952, sono visibili la palla di fuoco, che qui ha un diametro di circa 20 metri, e gli effetti "rope trick".

Nei primi microsecondi successivi alla detonazione, il contenitore dell'ordigno e l'alloggiamento in cima alla torre in cui esso è sistemato vengono distrutti e vaporizzati. I vapori risultanti sono quindi accelerati ad altissime velocità, nell'ordine delle decine di chilometri al secondo, più veloci ancora del fronte dell'onda d'urto. Tuttavia, tale accelerazione avviene alcuni istanti dopo l'emissione dell'onda d'urto, cosicché il materiale vaporizzato rimane intrappolato dietro il fronte d'onda, sebbene esso si muova più velocemente di quest'ultimo. Le varie macchie che costituiscono la sopraccitata screziatura sono quindi causate dai vapori di diverse densità che si schiantano contro il retro del fronte d'onda, ed è quindi l'irregolare disposizione della massa presente attorno al nocciolo che causa l'aspetto irregolare dell'esplosione che si può apprezzare nella fotografia dei primi istanti della detonazione del test Dog (operazione Tumbler-Snapper), qui riportata.

## Razzi sonda

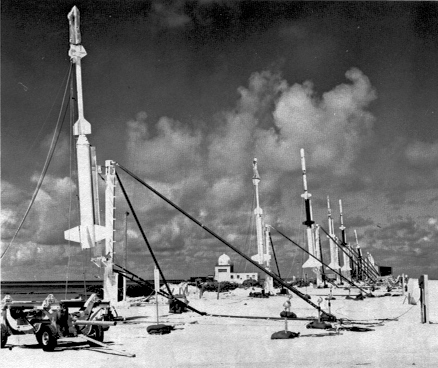
Un gruppo di razzi sonda dotati di strumenti atti ad effettuazione misurazioni in occasione di test nucleari ad alta quota, durante la preparazione al decollo sull'isola Johnston, nell'ambito dell'Operazione Fishbowl

Dopo pochi millisecondi l'energia del fronte dell'onda d'urto diminuisce fino a divenire insufficiente per scaldare l'aria fino all'incandescenza. A quel punto, il fronte d'onda diventa invisibile e quindi risulta difficile seguire la propagazione dell'onda d'urto oltre quel determinato limite.
Le fotografie dei test nucleari mostrano spesso numerose sottili colonne di fumo verticali ai lati dell'esplosione. Queste sono create solitamente lanciando piccoli razzi sonda poco prima della detonazione e facendo sì che essi lascino quindi delle strie di fumo accanto ad essa. Scopo di queste colonne è registrare il passaggio dell'onda d'urto, che crea ovviamente un effetto visibile sul fumo comprimendo l'aria. Questo fatto non è di per sé legato all'effetto "rope trick" in alcun modo, ma in alcune fotografie è possibile confondere un effetto per l'altro. Nella già citata fotografia del test Dog, ad esempio, le strie di fumo sono lievemente visibili nell'angolo in basso a destra.

## Registrazioni
Le fotografie dei primi istanti delle detonazioni qui menzionate furono scattate utilizzando una fotocamera rapatronica inventata da Harold Edgerton e il suo team e costruita dalla EG&G. Ogni fotocamera era in grado di registrare una singola esposizione su una singola lastra di pellicola. Per creare le sequenze in time-lapse furono quindi usati gruppi contenenti da 4 a 10 fotocamere che scattavano fotografie in rapida successione. Il tempo medio di esposizione fu di 3 microsecondi.